# 第15回ゴールデングローブ賞
15th Golden Globe Awards

作品賞（ドラマ部門）: 

 戦場にかける橋 
映画賞（ミュージカル・コメディ部門）:

 魅惑の巴里 
第15回ゴールデングローブ賞（だい15かいゴールデングローブしょう）は、1957年の映画を対象としており、1958年2月22日に発表された。

## 映画

### 作品賞（ドラマ部門）
『戦場にかける橋』
- 『夜を逃れて』
- 『サヨナラ』
- 『十二人の怒れる男』
- 『情婦』

### 作品賞（ミュージカル・コメディ部門）
『魅惑の巴里』
- Z旗あげて（英語版）
- 『昼下りの情事』
- 『夜の豹』
- 『絹の靴下』

### 主演男優賞（ドラマ部門）
アレック・ギネス - 『戦場にかける橋』
- マーロン・ブランド - 『サヨナラ』
- ヘンリー・フォンダ - 『十二人の怒れる男』
- アンソニー・フランシオサ - 『夜を逃れて』
- チャールズ・ロートン - 『情婦』

### 主演女優賞 (ドラマ部門)
ジョアン・ウッドワード - 『イブの三つの顔』
- マレーネ・ディートリヒ - 『情婦』
- デボラ・カー - 『白い砂』
- アンナ・マニャーニ - en:Wild Is the Wind
- エヴァ・マリー・セイント - 『夜を逃れて』

### 主演男優賞 (ミュージカル・コメディ部門)
フランク・シナトラ - 『夜の豹』
- モーリス・シュヴァリエ - 『昼下りの情事』
- グレン・フォード - 『Z旗あげて（英語版）』
- デヴィッド・ニーヴン - My Man Godfrey
- トニー・ランドール - en:Will Success Spoil Rock Hunter?

### 主演女優賞 (ミュージカル・コメディ部門)
en:Taina Elg - 『魅惑の巴里』

ケイ・ケンドール - 『魅惑の巴里』
- シド・チャリシー - 『絹の靴下』
- オードリー・ヘプバーン - 『昼下りの情事』
- ジーン・シモンズ - This Could Be the Night

### 助演男優賞
レッド・バトンズ - 『サヨナラ』
- リー・J・コッブ - 『十二人の怒れる男』
- 早川雪洲 - 『戦場にかける橋』
- ナイジェル・パトリック（英語版） - 『愛情の花咲く樹』
- エド・ウィン - en:The Great Man

### 助演女優賞
エルザ・ランチェスター - 『情婦』
- ミルドレッド・ダノック（英語版） - 『青春物語』
- ホープ・ラング - 『青春物語』
- en:Heather Sears - en:The Story of Esther Costello
- ミヨシ・ウメキ - 『サヨナラ』

### 監督賞
デヴィッド・リーン - 『戦場にかける橋』
- ジョシュア・ローガン - 『サヨナラ』
- シドニー・ルメット - 『十二人の怒れる男』
- ビリー・ワイルダー - 『情婦』
- フレッド・ジンネマン - 『夜を逃れて』

### 外国語映画賞
『詐欺師フェーリクス・クルルの告白』（西ドイツ）

 Tizoc (メキシコ)

 en:Woman in a Dressing Gown (イギリス)

 『黄色いからす』 (日本)

### 国際賞
en:The Happy Road

### ヘンリエッタ賞
トニー・カーティス

ドリス・デイ

### 特別業績賞
ヒューゴー・フリードホーファー

ザ・ザ・ガボール

ボブ・ホープ

en:LeRoy Prinz

ジーン・シモンズ

## テレビ

### Best TV Show
ミッキーマウス・クラブ

### テレビ業績賞
ジャック・ベニー

エディ・フィッシャー

アルフレッド・ヒッチコック

マイク・ウォレス

## New Star of the Year - Actor
ジェームズ・ガーナー

ジョン・サクソン

パトリック・ウェイン

## New Star of the Year - Actress
サンドラ・ディー

キャロリン・ジョーンズ

en:Diane Varsi

## セシル・B・デミル賞
バディ・アドラー